# Kasteel van Santiago do Cacém
Het kasteel van Santiago do Cacém is gelegen in de stad en gemeente Santiago do Cacém, in de provincie Alentejo, in het district Setúbal, Portugal. Tegenwoordig staan vrijwel alleen de muren nog overeind.
In een dominante positie op een bescheiden heuvel van 250 meter hoog, ongeveer 15 km van de Atlantische kust en de haven van Sines, controleerde het de aangrenzende vlakte. Momenteel maakt het deel uit van het Costa Azul-toerismegebied

## Geschiedenis
De menselijke bewoning van de omgeving bestond uit Keltische stammen, die in de loop van het laatste millennium v.Chr. tot in het zuiden van het huidige Portugal waren doorgedrongen. Ten tijde van de Romeinse overheersing van het Iberisch schiereiland, vanaf rond het begin van de jaartelling, werd de toen bestaande nederzetting Miróbriga genoemd.
Gedurende de eerste decennia van de vijfde eeuw werd het bewoond door de Alanen, die het in de zesde eeuw weer verlieten. De bevolking verhuisde naar de naburige heuvel dichter bij de zee. De nieuwe nederzetting werd eerst gedomineerd door de Visigoten en in de achtste eeuw (712) bezet door de Moren.

### Middeleeuwen

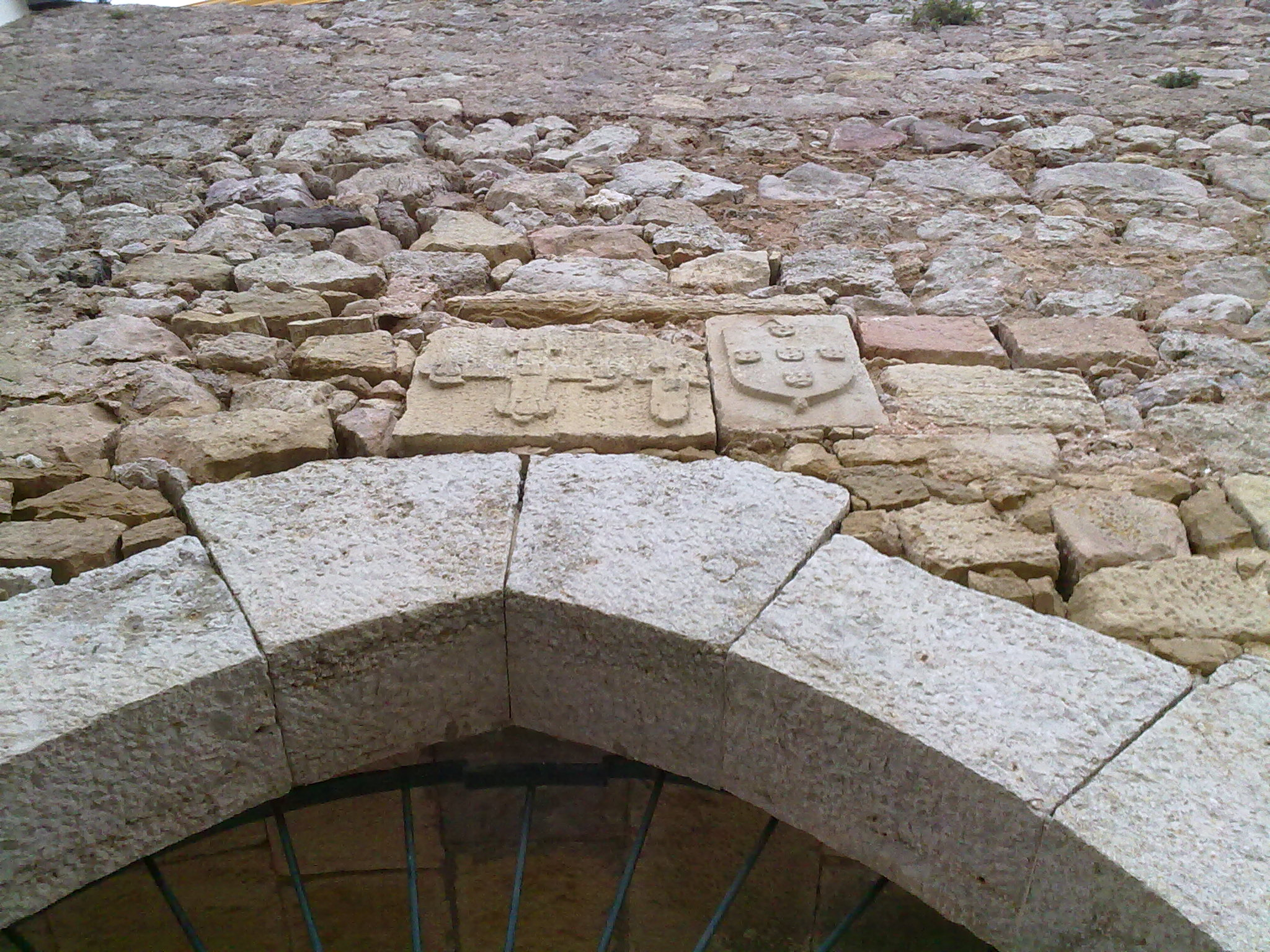
Poort met twee wapenstenen. Links met insignes van de Orde van Santiago: kruis met Sint Jakobsschelpen en zwaard; rechts met het koninklijk wapen van het oude Portugal.

Het kasteel werd gebouwd door de Moren.
In de periode van de terugverovering op de Moren of Reconquista, werd Santiago do Cacém voor de eerste keer ingenomen in 1158, in de context van de verovering van Alcácer do Sal door de troepen van Afonso I van Portugal (1112-1185). Het werd in 1190/1191 opnieuw door de Moren veroverd door de troepen van het Kalifaat van de Almohaden onder Abu Yusuf Yaqub al-Mansur toen zij naar die stad terugkeerden.
In 1186 heeft Sancho I van Portugal de heerschappij over Almada, Palmela en Alcácer do Sal aan de Orde van Santiago geschonken. De eerste twee plaatsen waren vóór 1194 heroverd; de laatste bleef tot 1217 in islamitisch bezit. In dat jaar, onder het bewind van Alfons II van Portugal (1211-1223), kwam Santiago do Cacém definitief in bezit van Portugal, toen dat gebied ook werd gedoneerd aan de Ridders van deze Orde. De strijders en monniken van deze orde gingen werken aan de wederopbouw van hun verdedigingen. Vanaf deze periode wordt de stad bekend onder de huidige naam: Santiago do Cacém.
Onder het bewind van koning Dionysius van Portugal (1279-1325) was het kasteel in het bezit van Vataça Lascaris (Dona Vetácia), verzorgster en vriendin van koningin Elisabeth van Aragón. In de periode van 1315 tot 1336, was het weer in bezit van de Orde van Santiago.
In de tijd van de crisis van 1383-1385 was Santiago een van de eerste dorpen die een feest voor Johan I van Portugal aankondigden, aangezien Fernando Afonso de Albuquerque, meester van de orde, alle middelen van zijn orde beschikbaar had gesteld aan zijn dienst. Onder het bewind van Manuel I van Portugal ontving hij in 1512 de Foral Novo, een belangrijk document over de economische en sociale geschiedenis.
Ten tijde van zijn regering schonk Filips II van Spanje het kasteel in 1594 aan de hertogen van Aveiro.

### Van de Restauratieoorlog tot heden
De verdediging van de stad verloor aan strategisch belang na de Portugese Restauratieoorlog, in de tweede helft van de XVII eeuw. De heerschappij over het kasteel keerde terug naar het bezit van de Kroon in 1759. Vanaf dat moment werd het oude kasteel geleidelijk verlaten en ging een gemarkeerd proces van ondergang in. In de 19e eeuw werd het gedeelte binnen de muren in gebruik genomen als begraafplaats van de stad.
In de 20e eeuw werd het geclassificeerd als Nationaal Monument, bij decreet gepubliceerd op 23 juni 1910. Meer recentelijk werden consolidatie- en herstelwerkzaamheden uitgevoerd door het Directoraat-generaal Nationale gebouwen en monumenten.

## Kenmerken

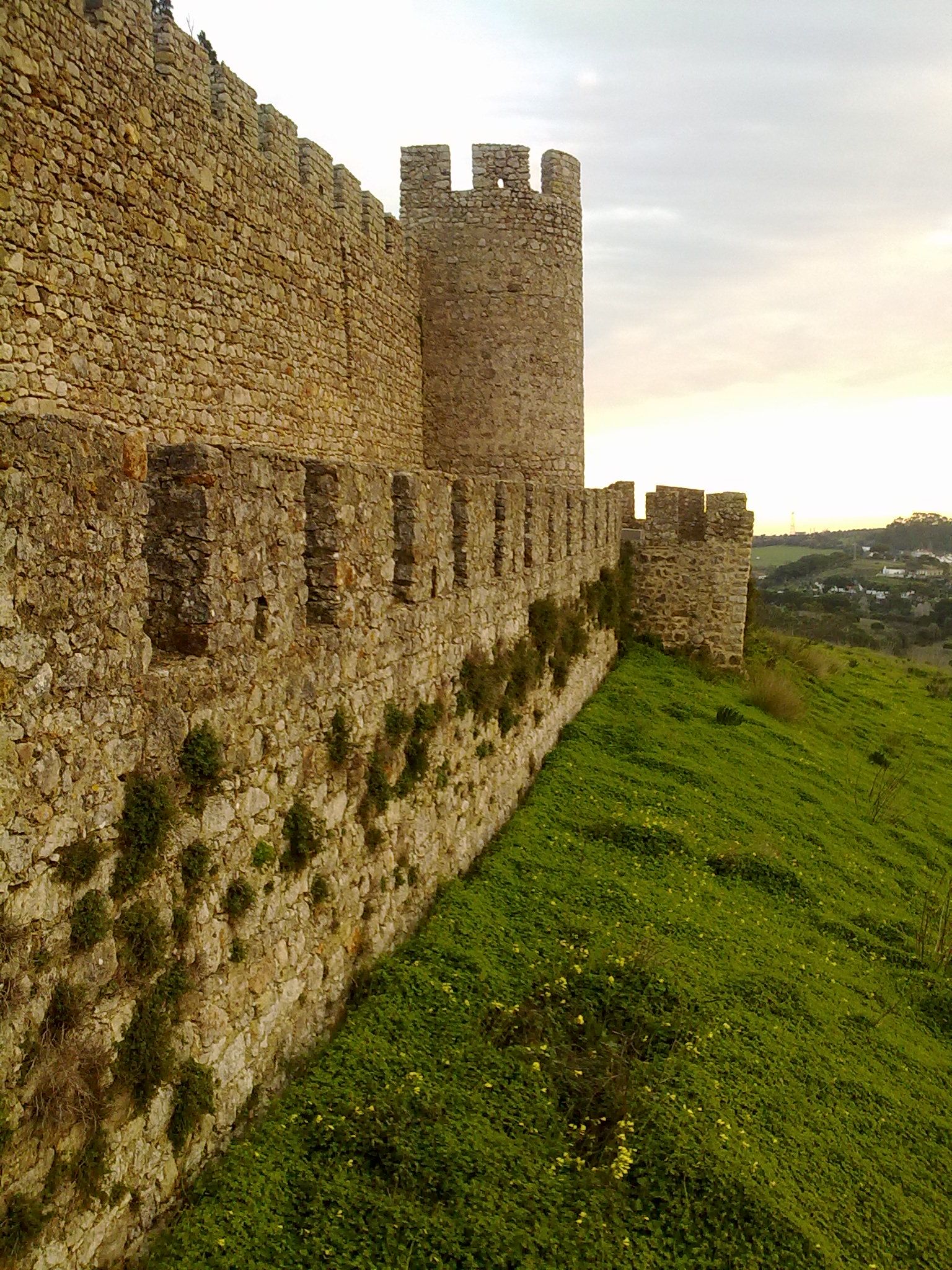
Castelo de Santiago do Cacém.

Het kasteel heeft een ongeveer rechthoekige vorm (enigszins parallellogram) en behoudt in zijn muren nog steeds delen van het islamitische fort. De langste zijde is 190 meter. De muren zijn versterkt met tien vierhoekige en halfcilindrische torens, alle voorzien van kantelen en aan de buitenkant verdedigd door een barbacane. Voorts is een donjon aanwezig.
De Matriz-kerk van Santiago is geïntegreerd in het zuidoostelijk deel van de muur. Hier zijn sporen van de primitieve Romaanse stijl, van de Gotische stijl en van latere aanpassingen te vinden. In het interieur onderscheidt zich een sculptuurgroep in reliëf, die staat voor "Santiago dat de Moren bevecht". In de zuidportiek staat een decoratie met zoömorfische motieven. In dit gedeelte van de citadel bevinden zich overblijfselen van de primitieve alcazaba.

## Legendes van het kasteel

### Legende van de stichting
Ten tijde van de moslimbezetting was een rijke Moor, die twee zonen en een dochter had, de heer van deze regio. Heel oud geworden, voelde hij de dood naderen. Hij riep zijn kinderen bij zich en vertelde hun dat hij zijn eigendom wilde verdelen door hen te vragen om het harmonieus met elkaar te doen. Volgens de gewoonte nam de oudste jongen eerst het land dat hij wilde; de tweede nam daarna op dezelfde manier een deel dat hem het best paste.
De oude vader had nog steeds een groot stuk grond over voor de jongste, en hij vroeg of zij tevreden was met het deel dat nog was overgebleven. Zij antwoordde:
"Ja, mijn vader, maar ik wil geen stuk grond." Ik denk dat het meer noodzakelijk is om een kasteel te hebben voor onze verdediging. Voor mij verlang ik alleen naar de grond die bedekt kan worden met de huid van een os.
Geconfronteerd met de bewondering van haar vader en broers, presenteerden ze haar de huid waar zij om had gevraagd, zodat ze het deel kon markeren dat ze van de erfenis zou krijgen. De jonge vrouw sneed toen de huid in dunne reepjes en begrensde daarmee de omtrek van het gebied dat ze bedoelde. Toen dat gedaan was, volgden drie dagen van dichte mist. Toen de mist optrok zagen ze allemaal het kasteel van Santiago do Cacém, gebouwd door magische krachten. (Supplement  Litoral Alentejano , december 1998, aangepast.)

### Legende van de Byzantijnse prinses
Een andere legende vertelt dat een prinses genaamd Lascaris, vluchtte vanuit de oostelijke Middellandse Zee, aan het hoofd van een bewapende vloot. De prinses landde in Sines, marcheerde aan het hoofd van haar troepen en viel een islamitisch dorp aan, geregeerd door een heer genaamd Kassen. De prinses versloeg hem en doodde hem, waarna zij zijn kasteel innam op de dag van Santiago (25 juli). Om die reden noemde zij het dorp Santiago de Kassen. (Júlio Gil, de mooiste kastelen van Portugal, aangepast.)

## Afbeeldingen

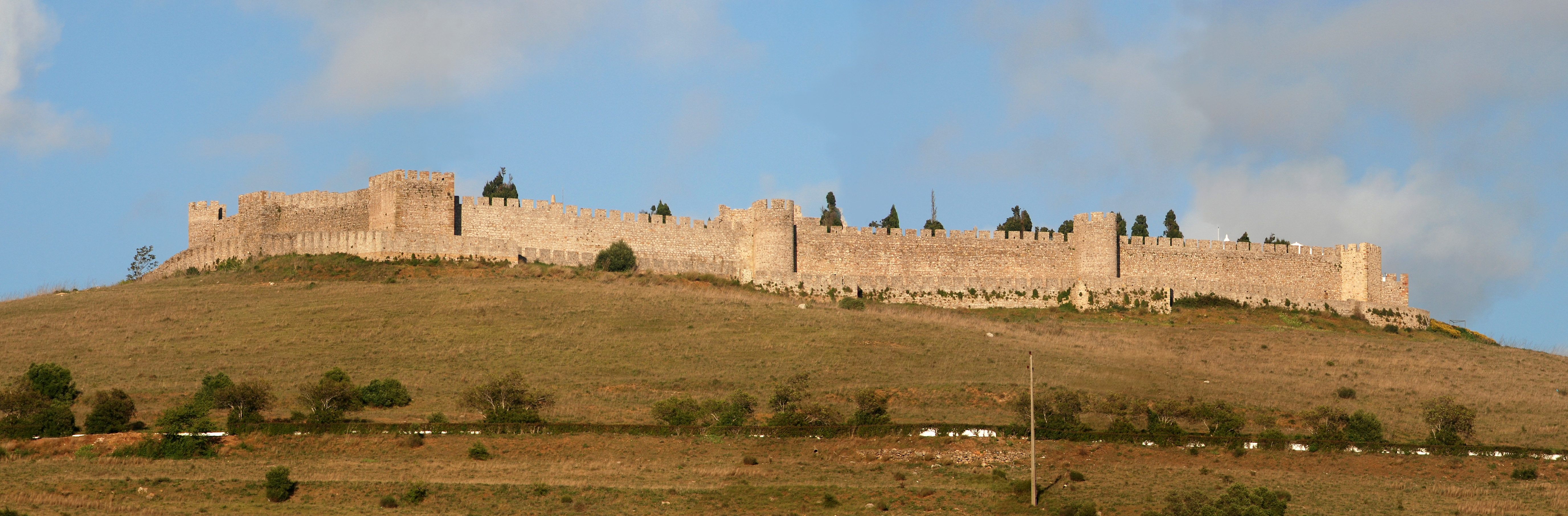
Zicht op kasteel van afstand
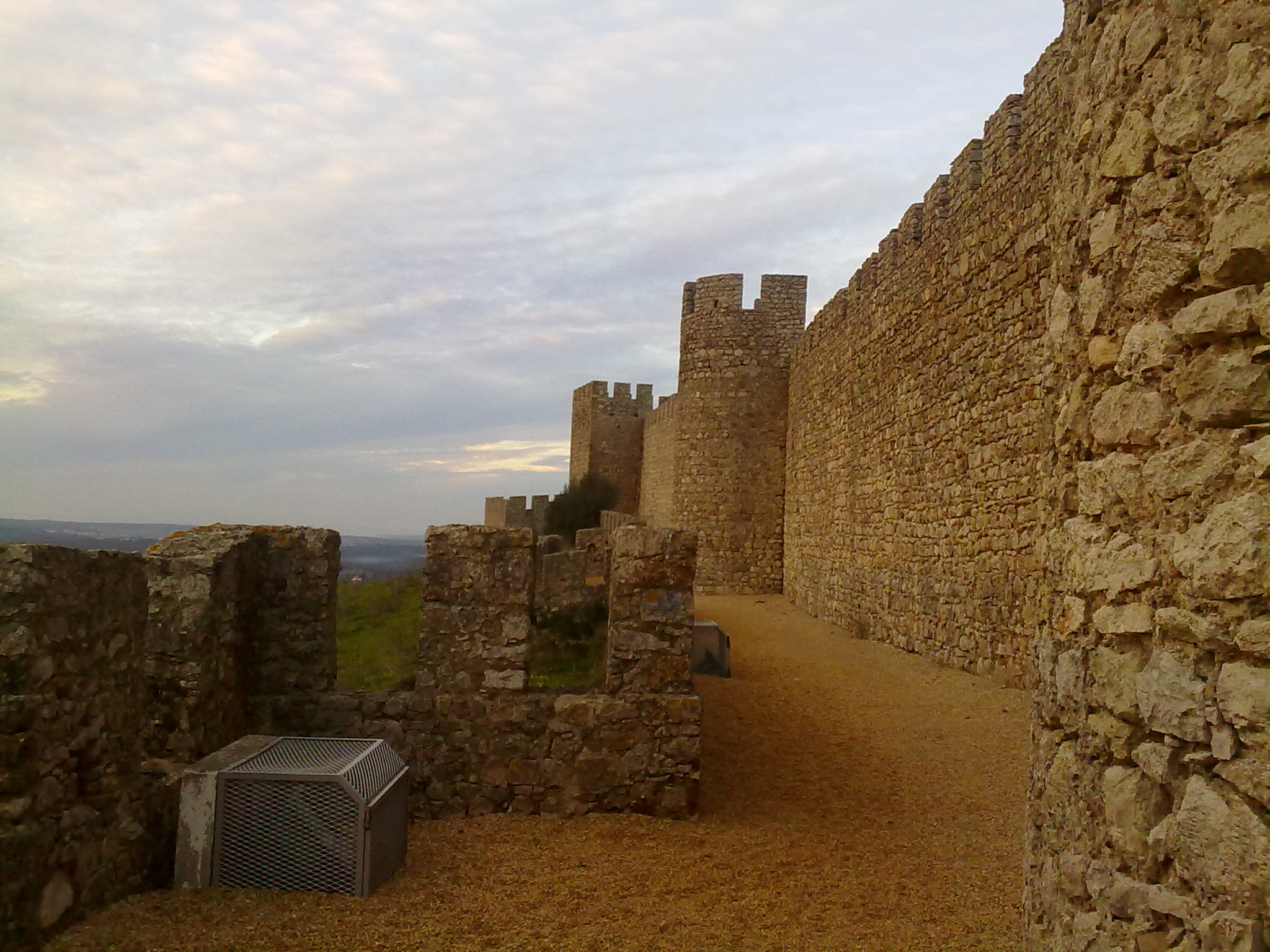
Buitenzijde muur
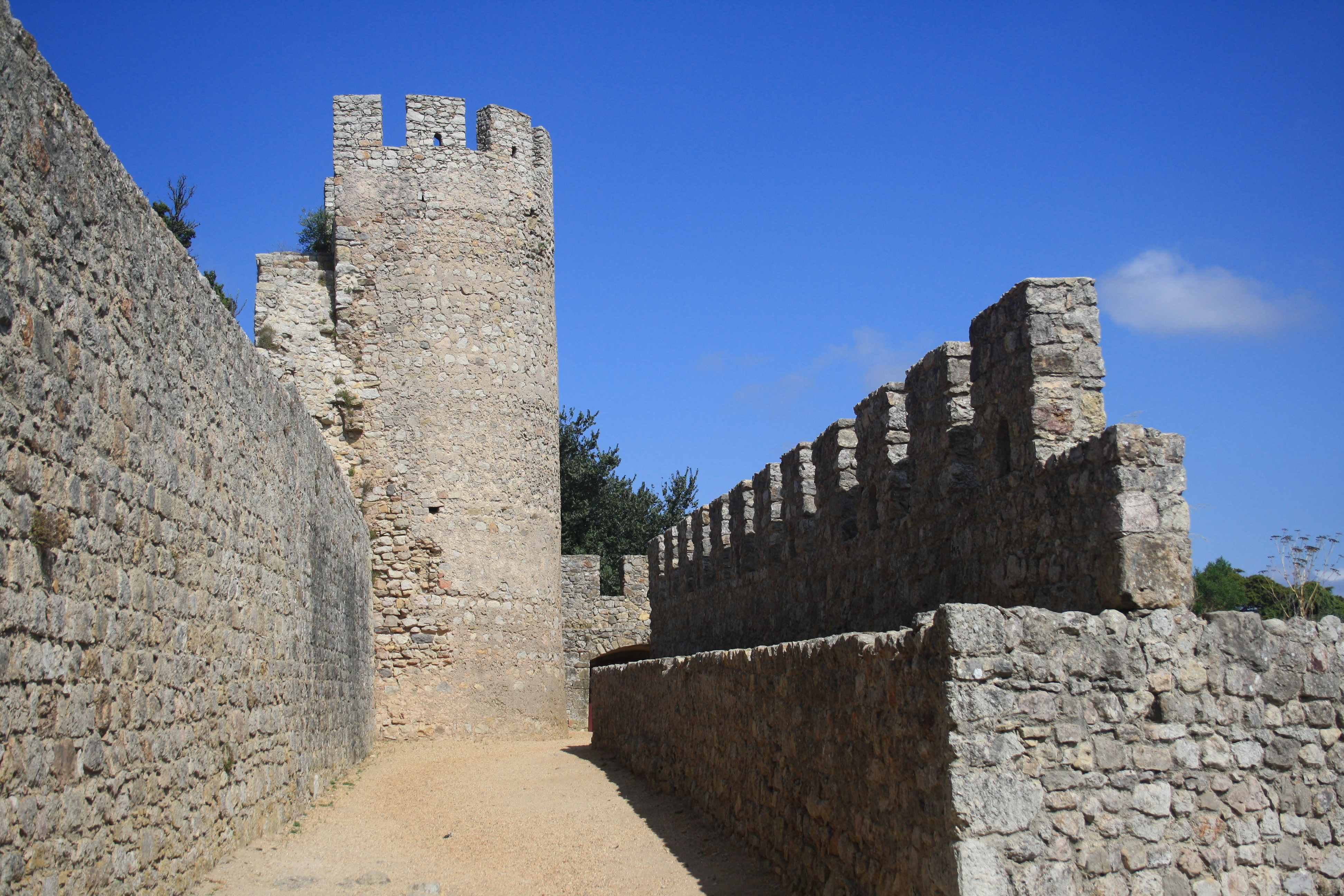
Kasteelmuur met toren
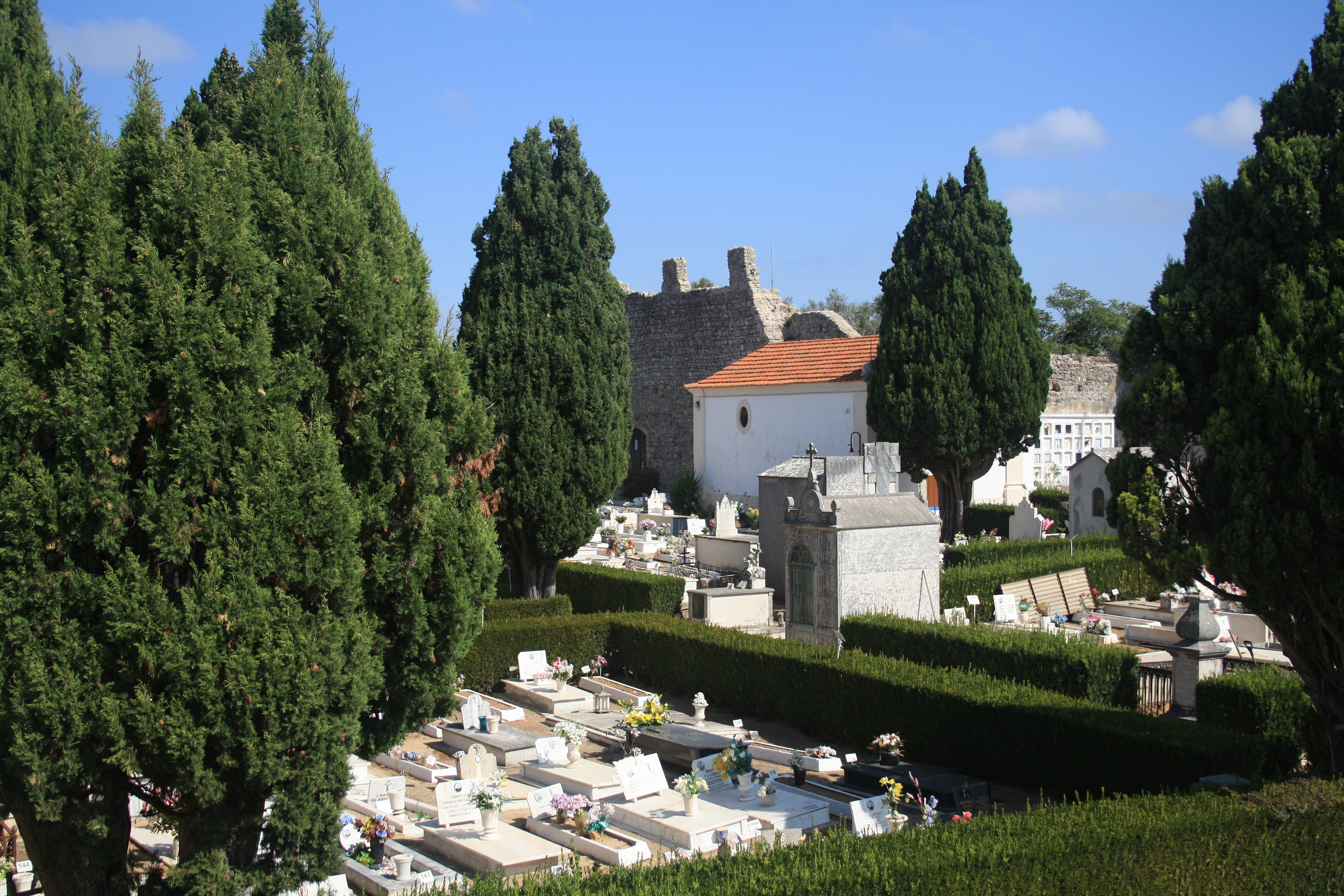
Begraafplaats binnen kasteelmuren
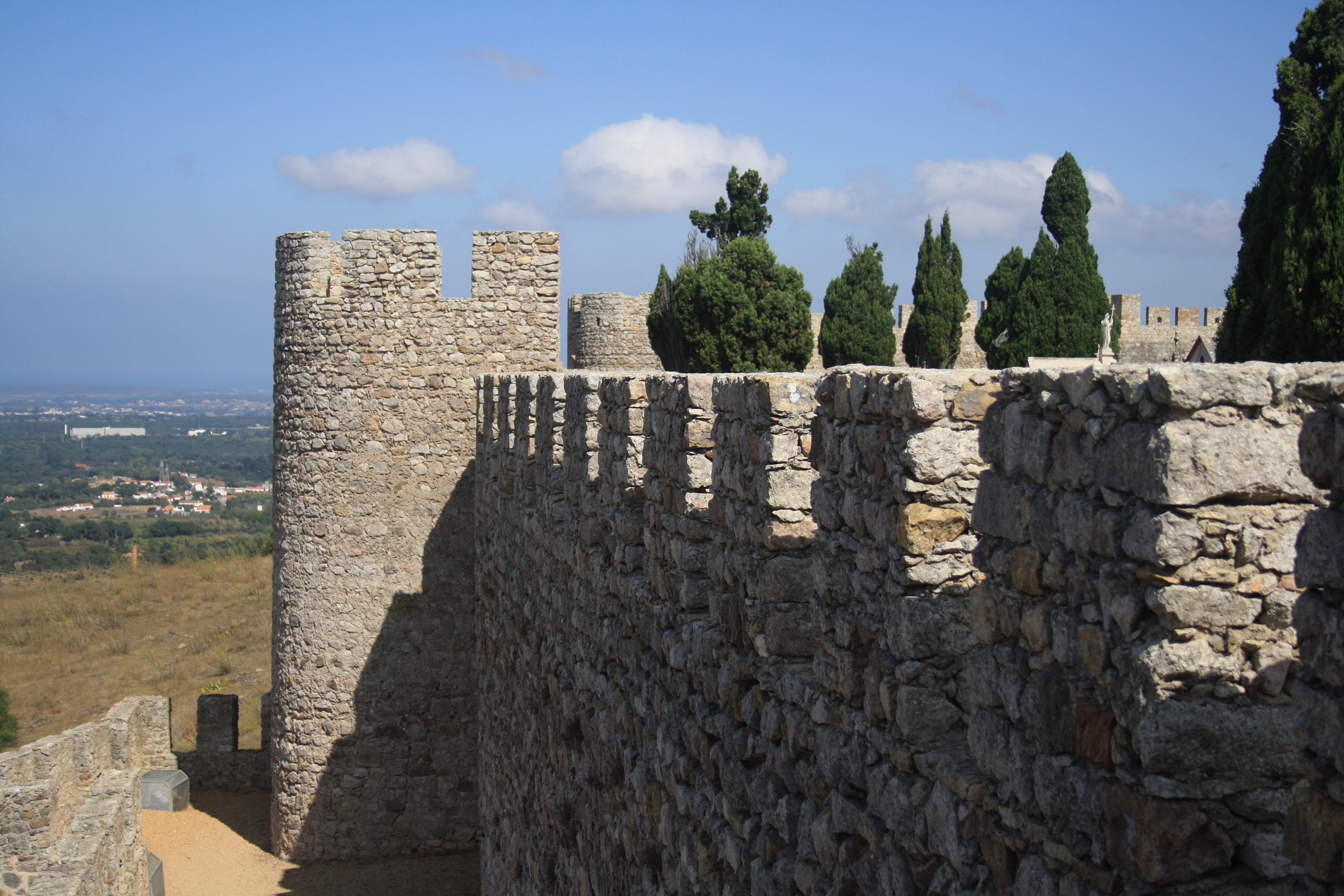
Muur met hoektoren
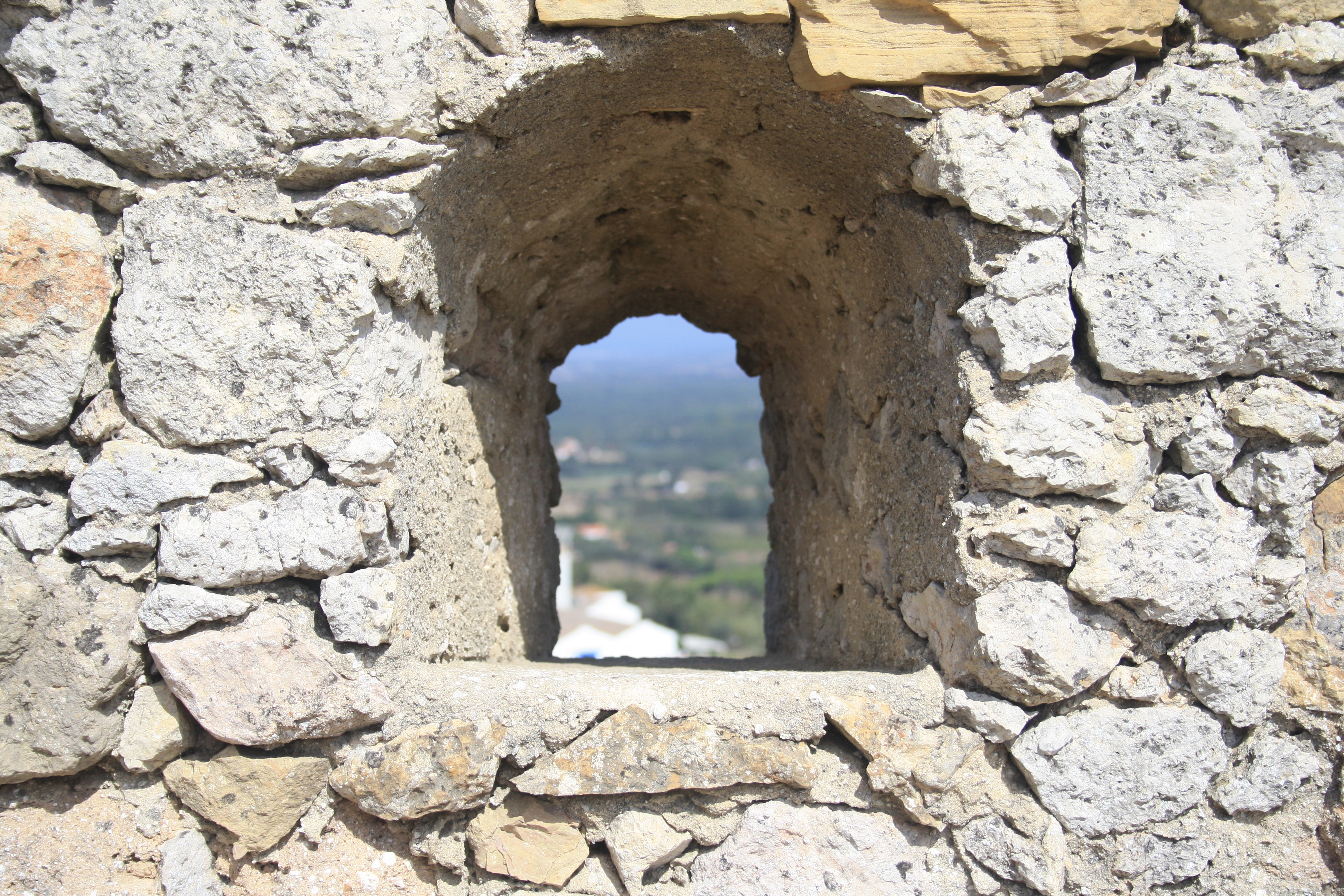
Kijkgat
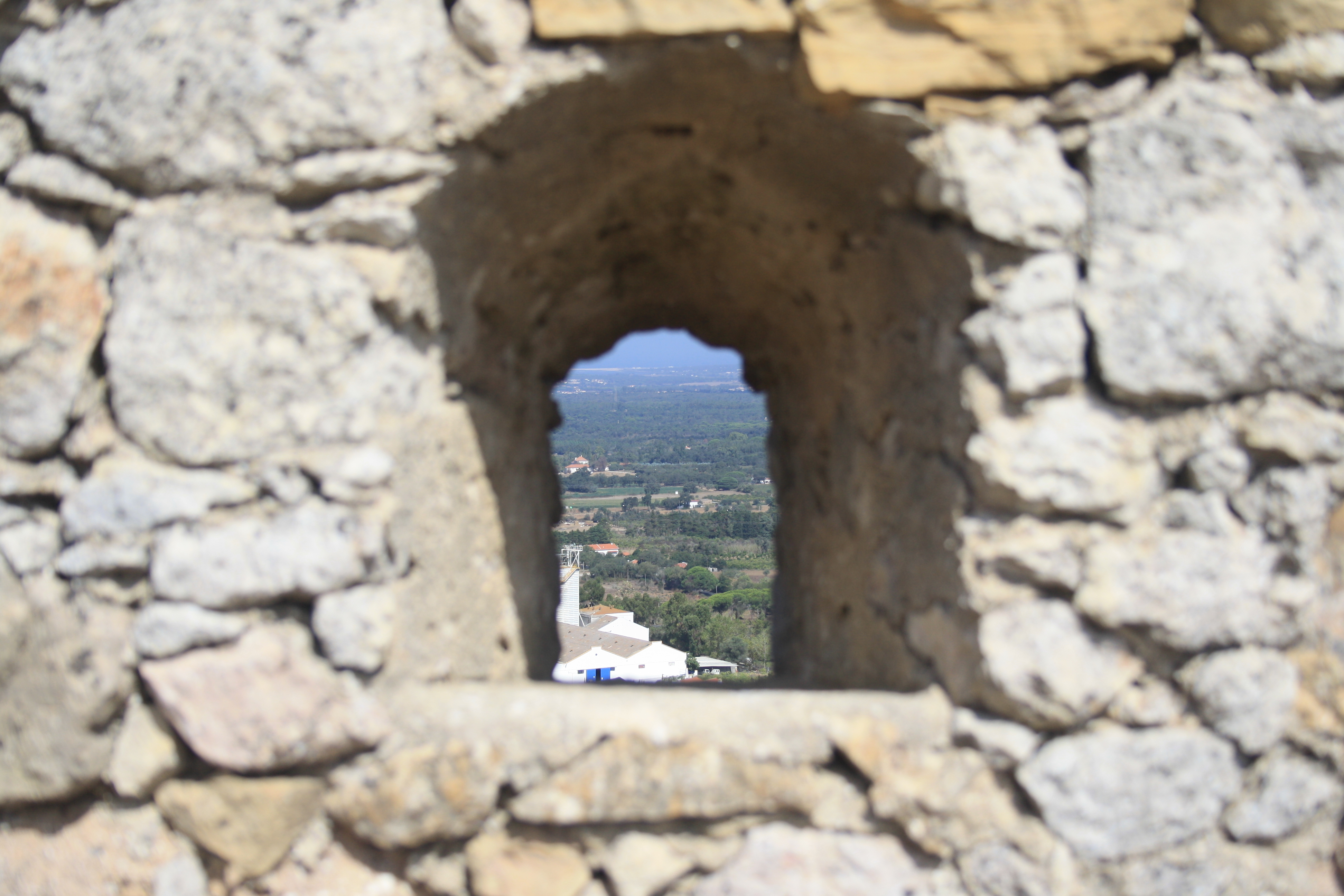
Zicht op omgeving
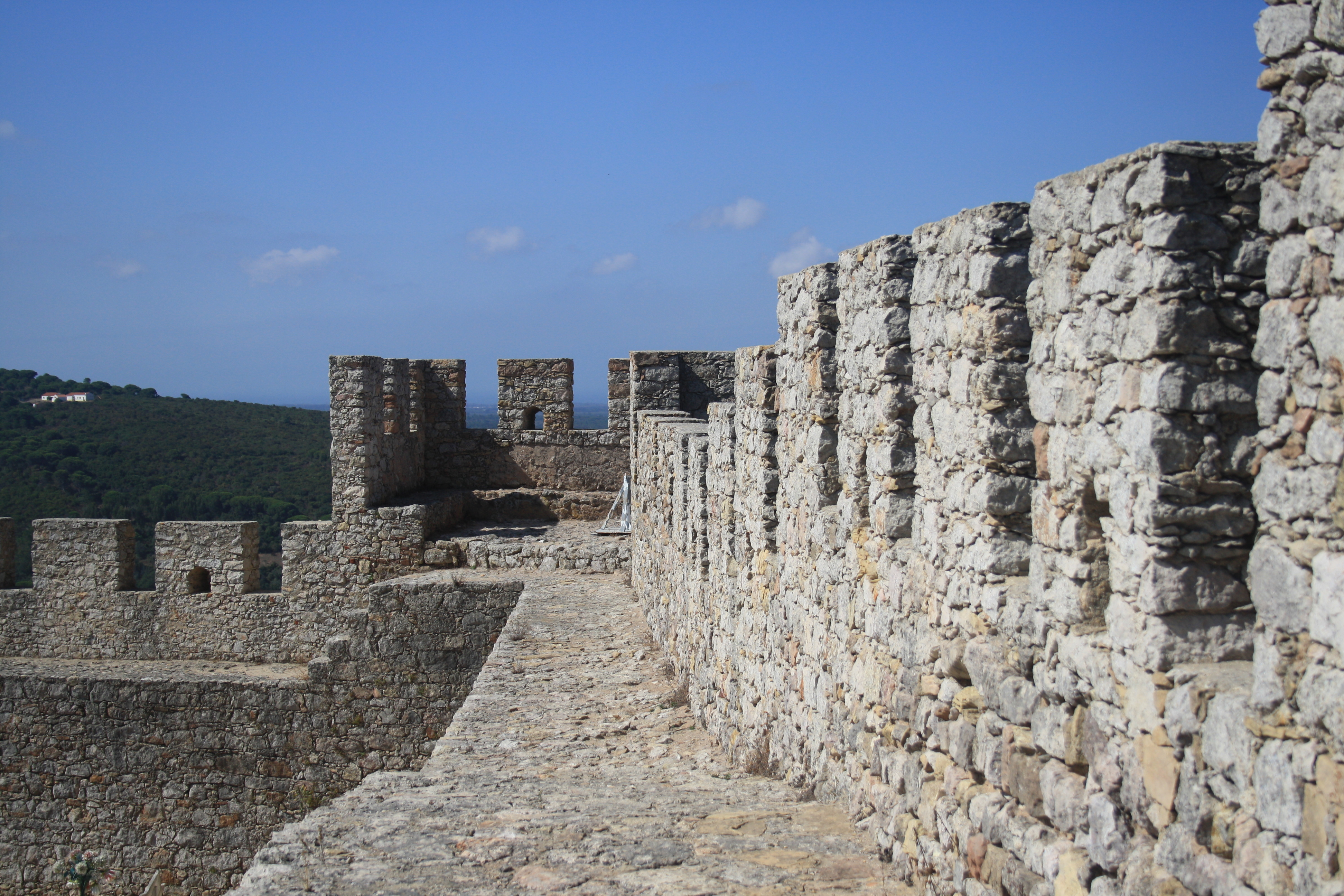
Muur met looppad aan binnenzijde
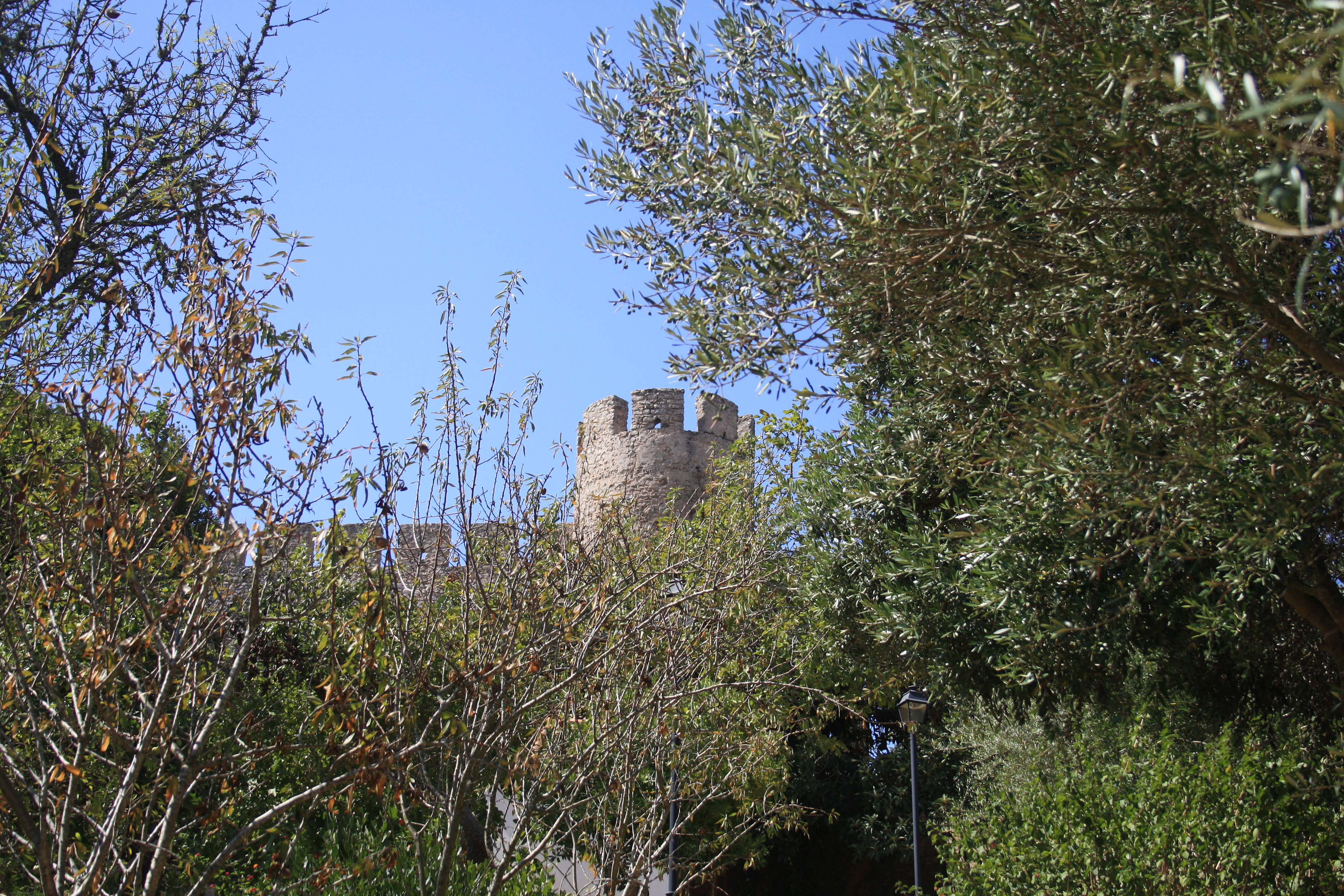
Zicht op hoektoren van buitenaf
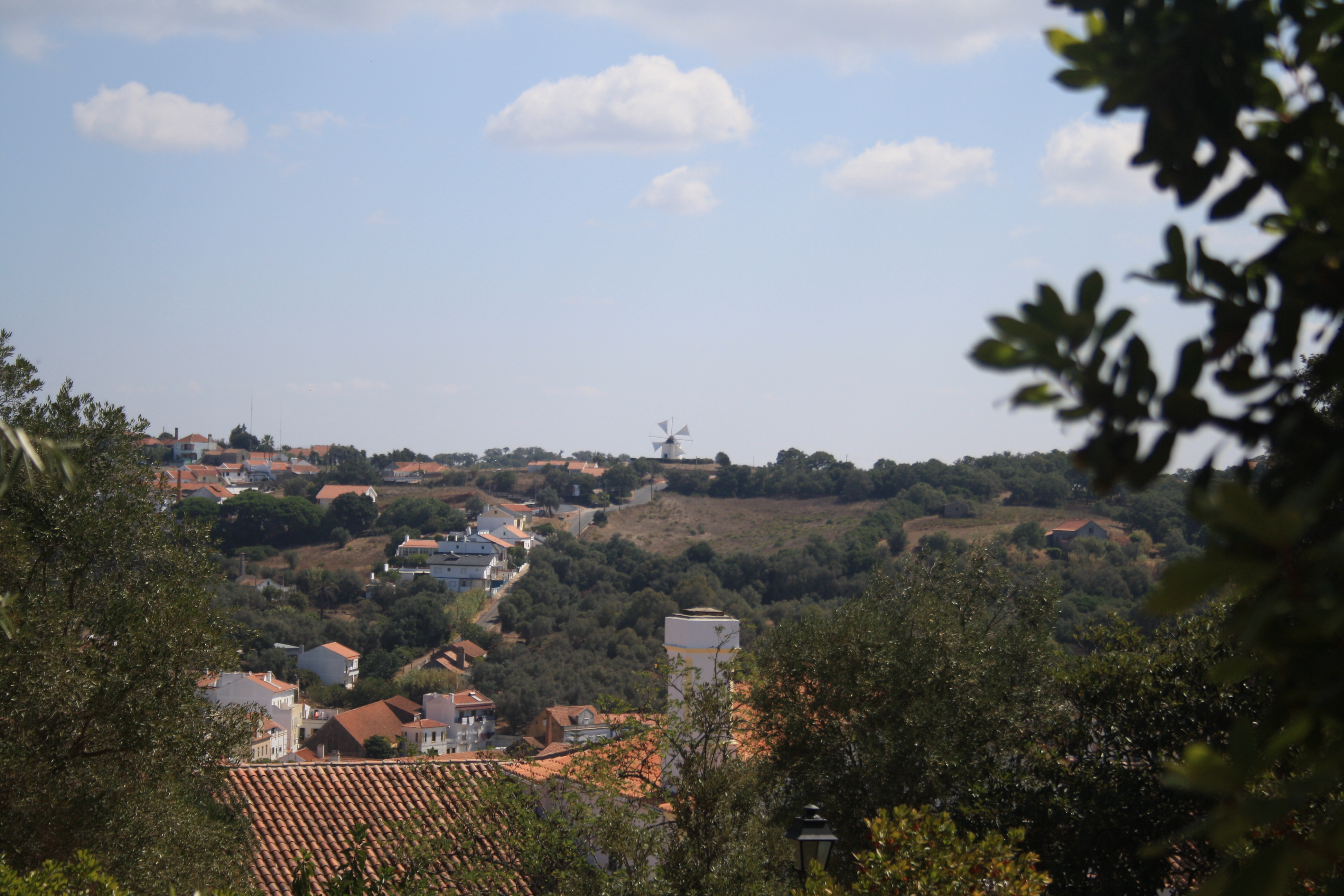
Zicht op omgeving vanaf voorzijde kasteel